# Neue Deister-Zeitung
Die Neue Deister-Zeitung ist eine Lokalzeitung im Raum Springe im Westen der Region Hannover und im benachbarten Bad Münder (Landkreis Hameln-Pyrmont). Zudem wird sie in einigen Gemeinden des östlichen Kreises Schaumburg gelesen. Die verkaufte Auflage beträgt 4571 Exemplare, ein Minus von 34,3 Prozent seit 1998.

## Beschreibung

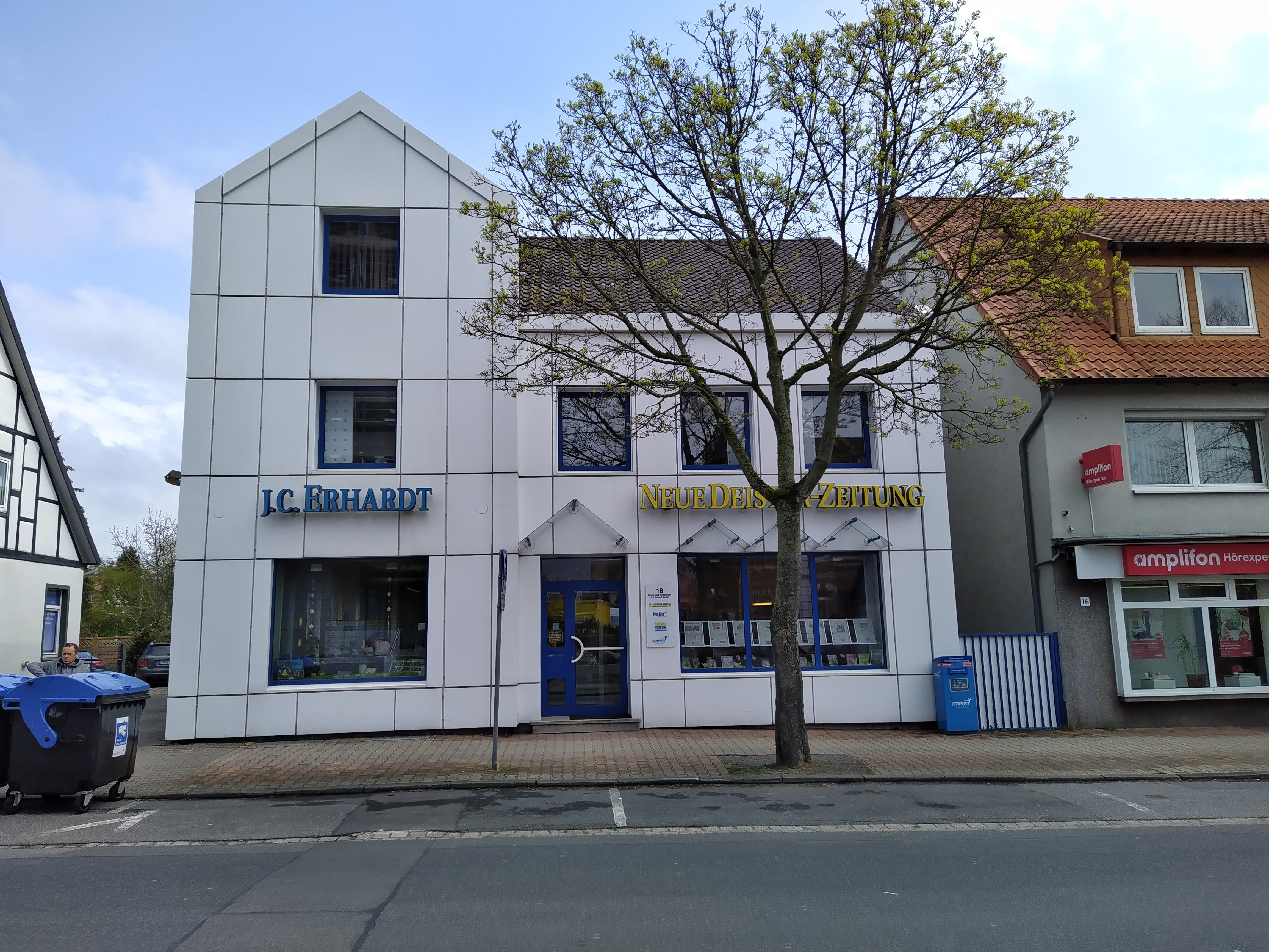
Sitz des Verlags in der Bahnhofstraße in Springe

Der Verlag, das Druck- und Verlagshaus J. C. Erhardt GmbH, ist seit der Gründung noch völlig selbständig im Familienbesitz und ohne Beteiligung benachbarter Großverlage. Die Zeitung steht im Wettbewerb mit der Hannoverschen Allgemeinen Zeitung und bezieht ihren Mantel, das heißt die überregionalen Politik-, Wirtschafts- und Sportseiten, vom Redaktionsnetzwerk Deutschland aus Hannover.

## Auflage
Die Neue Deister-Zeitung hat wie die meisten deutschen Tageszeitungen in den vergangenen Jahren an Auflage eingebüßt. Die verkaufte Auflage ist in den vergangenen 10 Jahren um durchschnittlich 3 % pro Jahr gesunken. Im vergangenen Jahr hat sie um 3,4 % abgenommen. Sie beträgt gegenwärtig 4571 Exemplare. Der Anteil der Abonnements an der verkauften Auflage liegt bei 94,7 Prozent.
| 1998 | 1999 | 2000 | 2001 | 2002 | 2003 | 2004 | 2005 | 2006 | 2007 | 2008 | 2009 | 2010 | 2011 | 2012 | 2013 | 2014 | 2015 | 2016 | 2017 | 2018 | 2019 | 2020 | 2021 | 2022 | 2023 | 2024 |
| ---- | ---- | ---- | ---- | ---- | ---- | ---- | ---- | ---- | ---- | ---- | ---- | ---- | ---- | ---- | ---- | ---- | ---- | ---- | ---- | ---- | ---- | ---- | ---- | ---- | ---- | ---- |
| 6956 | 6917 | 6802 | 6887 | 6846 | 6761 | 6652 | 6571 | 6588 | 6443 | 6300 | 6250 | 6100 | 6030 | 5967 | 6150 | 6235 | 6226 | 6173 | 6015 | 5848 | 5770 | 5779 | 5792 | 5172 | 4761 | 4597 |

## Geschichte
Die Neue Deister-Zeitung erschien erstmals am 1. Juli 1875 im Verlag Johann Christoph Erhardt.
Wie andere deutsche Heimatzeitungen war auch die Neue Deister-Zeitung eng mit den Honoratioren der Stadt verknüpft, was der Zeitung seit 1885 den Status eines amtlichen Kreisblattes des neu gegründeten Kreises Springe sicherte.
Die Zeitung begann 1875 zweimal wöchentlich zu erscheinen, erhöhte die Erscheinungsfrequenz 1885 auf dreimal, erreichte 1932 vier Mal und kam schließlich erst 1962 täglich (außer Sonntag) heraus. Seit 2022 erscheint sonntags die digitale Ausgabe „NDZ am Sonntag“.
Der Nationalsozialismus bedeutete für die Neue Deister-Zeitung rasantes Wachstum. Die Auflage stieg von 3000 Exemplaren 1934 auf 4000 Exemplare im Jahr 1939. Ein Erscheinungsverbot bekam die Zeitung anders als viele andere nicht auferlegt, sondern musste erst 1943 aus kriegsbedingten Gründen schließen. Nach der Gewährung der Pressefreiheit erschien die Zeitung erneut 1949.

## Bekannte ehemalige Redakteure
- Petra Hartmann, Journalistin und Schriftstellerin (Lokales)
- Lothar Veit, Journalist und Liedermacher (Lokales)